# Calanthe aristulifera
Calanthe aristulifera  es una especie de orquídea de hábito terrestre originaria  de Asia.

## Descripción
Es una orquídea de tamaño pequeño, con creciente hábito terrestre y con pseudobulbos ovoides envueltos con 3 a 4 vainas y con 2 a 3 hojas, , no caducas, elíptica-oblanceoladas, paperifera, acuminda, cuneada abajo en la base pecioladas. Florece en primavera en una inflorescencia axilar de 20 a 50 cm de largo, laxa con 5 a 10 fores con brácteas persistentes, glabras, lanceoladas, acuminadas.

## Distribución y hábitat
Se encuentra en Japón, Ryukyu, Taiwán y sur de China en lugares pantanosos en los valles y en los densos bosques a una altitud de 1500 to 2500 metros.  

## Taxonomía
Calanthe aristulifera fue descrita por Heinrich Gustav Reichenbach y publicado en Botanische Zeitung (Berlin) 36: 74. 1878.
Etimología
Ver: Calanthe
aristulifera epíteto latíno  que significa "con pequeña espiga"
Sinonimia
- Alismorchis aristulifera (Rchb. f.) Kuntze
- Alismorkis aristulifera Kuntze
- Calanthe amamiana Fukuy.
- Calanthe amamiana var. latilabellata Ida
- Calanthe elliptica Hayata
- Calanthe furcata f. raishaensis (Hayata) M.Hiroe
- Calanthe kirishimensis Yatabe
- Calanthe raishaensis Hayata
- Calanthe tokunoshimensis Hatus. & Ida
- Calanthe tokunoshimensis f. latilabella (Ida) Hatus.[1][3][4]